# Атлантико Сур
Атлантико Сур (шп. Región Autónoma del Atlántico Sur, RAAS), један је од два аутономна региона (регија) у Никарагви.

## Географија
Регион се налази у југоисточном дијелу Никарагве дуж обале Карипског мора. Подручје региона заузима 27.260,02 кm². Популација региона износи 369.254 људи (попис из 2012). Густина насељености 13,55 људи/кm². Административни центар је град Блуфилдс.
Регион се граничи на западу са департманима:  Матагалпа, Боацо и Чонталес, на југу са Рио Сан Хуан и на сјеверу аутономним регионом Атлантико Нортеом.

## Историја
Овај регион је формирана са новим Уставом Никарагве из 1987. године на мјесту бившег департмана Селаја.

## Општине региона
Административно, Атлантико Норте се састоји од 12 општина:
1. Блуфилдс
2. Бока де Пајвас
3. Десембокадура де ла Круз де Рио Гранде
4. Ислас дел Мајз
5. Кукри Зил
6. Ла Круз де Рио Гранде
7. Лагуна де Перлас
8. Муела де лос Буејес
9. Нев Гујинеа
10. Ел Ајоте
11. Ел Рама
12. Ел Тортугуеро